# Marmorerad mullvadssalamander
Marmorerad mullvadssalamander  (Ambystoma opacum) är ett stjärtgroddjur i familjen mullvadssalamandrar som lever i Nordamerika.

## Utseende
Den marmorerade mullvadssalamandern är svart eller mörkbrun med vita eller ljusgrå tvärband över hela ovansidan. Hanarna är mindre, och har silvervita band, speciellt under lektiden. Honans tvärband är gråare. Längden varierar mellan 9 och 13 cm. Den har giftkörtlar på svansen som försvar mot fiender.

## Utbredning
Arten finns i östra USA från New Hampshire till norra Florida med västgräns från Michigansjön till östra Texas.

## Vanor
Salamandern tycks föredra äldre lövskog, även om den också har påträffats i tallskog. Närhet till vatten, och gärna fuktig terräng, tycks vara av stor betydelse. Arten är nattaktiv, och gömmer sig under dagen under förna och kvistar. De vuxna djuren äter maskar, insekter, sniglar och snäckor. Larverna äter först djurplankton, men övergår senare till att fånga små kräftdjur (men större än djurplankton), insekter och deras larver, sniglar, maskar och salamanderlarver (även av den egna arten). Själv utgör marmorerad mullvadssalamandern föda åt många djur, som ormar, ugglor, näbbmöss, vesslor, tvättbjörn och skunk.

### Fortplantning
Leken sker på hösten, och är ovanlig på så sätt att den inte sker i vatten, utan på bottnen av tillfälliga, uttorkade vattensamlingar (som diken, dammar eller pölar), som kommer att fyllas igen av höstregnen. Hanen rör sig i cirklar runt honan, innan nan avsätter en spermatofor på marken, som honan tar upp med sin kloak om hon är intresserad. Honan lägger mellan 50 och 100 ägg på marken,  och stannar hos dem och håller dem fuktiga tills regnet kommer. Uteblir detta, kan äggen övervintra under milda vintrar och utvecklas igen när vårregnen kommer. Larvens utveckling är starkt beroende av latituden; i söder kan den förvandlas efter bara 2 månader, medan det i norra delen av utbredningsområdet kan ta 8 till 9 månader. Den fullbildade salamandern blir könsmogen efter ungefär 15 månader.

## Status
Den marmorerade mullvadssalamandern betraktas som livskraftig ("LC") och populationen är stabil. Dock betraktas habitatförlust till följd av skogsavverkning och utdikning som hot. Farhågor finns också för att de minskande habitaten skall leda till skadlig inavel.